# 戦争と青春
『戦争と青春』（せんそうとせいしゅん）は、1991年制作の日本映画。
太平洋戦争に翻弄される若者たちの運命を描いた作品で、早乙女勝元原作の同名小説を彼自身が脚本を執筆し、工藤夕貴主演、今井正監督で映画化。今井正の遺作となった。モントリオール世界映画祭エキュメニカル賞受賞。
現在と過去をシンクロさせながらストーリーが展開し、現在をカラーで、過去をモノクロで撮影している。ただし、東京大空襲のさなか、主人公たちが逃げる場面はカラーになっている。
工藤夕貴が1人2役を演じ、イメージソング「昭和」も歌っている。

## あらすじ
東京の下町に住む女子高生・ゆかりは、学校の授業で親から戦争体験を聞きレポートにまとめるという宿題を出される。早速、父・勇太に話を聞こうとするが、何故か父の口は重たかった。
そんなある日、勇太の姉（ゆかりから見れば伯母）・咲子が飛び出した子供をかばって交通事故に遭う。咲子には戦争で生き別れた娘がおり、町の焼け焦げた電柱のところで離れ離れになっていたため、毎日そこに立って娘を待っていたのだ。事故はそこで起きたものであり、咲子はその際に娘の名前を叫んでいた。
これをきっかけに勇太は重い口を開き、ゆかりは父と伯母の壮絶な戦争体験を知る。

## キャスト
- 花房ゆかり/花房咲子（少女時代）：工藤夕貴（二役）
- 花房勇太：井川比佐志（少年時代：島田豊）
- 花房昌代：藤田弓子
- 清原咲子（旧姓 花房）/李順益：奈良岡朋子 （二役）
- 風見和夫：佐野圭亮[3]
- 小野木悦子：樹木希林
- 早瀬勝平：河原崎長一郎
- 花房伊佐次：左右田一平
- 清原甚作：松村達雄
- ミチル：浅野実奈子
- 花房新一：飯泉征貴
- 風見安子：栗原小巻

その他、三遊亭圓歌、沙人、古田将士

## 逸話
- 本作は、一般市民から一口10万円の出資を募るクラウドファンディング方式で製作された[4]。
- 東京大空襲のシーンは、御殿場市の富士山の麓にオープンセットを建てて撮影された。この大規模な爆発炎上シーンにおける多額の費用の調達のため、「市民プロデューサー」のクレジットで一般市民からのカンパを募った。
- そのシーンの撮影中、炎上中の撮影セットの火の粉が、演じている工藤の防空頭巾に引火し、気づいた相手役の俳優が慌てて揉み消すというハプニングがあったが、その場面は本編中でそのまま使われている。